# Caloenas
Genre
Synonymes
- Calaenas Gray, 1845
- Callaenas Bonaparte, 1854
- Calliaenas Bonaparte, 1854
- Callinas Bonaparte, 1857
- Callioenas Agassiz, 1846
- Calloenas Reichenbach, 1847
- Caloena Agassiz, 1845

Statut CITES
Caloenas est un genre d'oiseaux de la famille des Columbidae, dont la seule espèce encore vivante est le Pigeon de Nicobar (C. nicobarica).

## Liste des espèces
D'après la classification de référence (version 5.1, 2015) du Congrès ornithologique international :
- Caloenas nicobarica – Nicobar à camail
- †Caloenas maculata – Nicobar ponctué

Espèce fossile :
- †Caloenas canacorum Balouet & Olson, 1989 ;

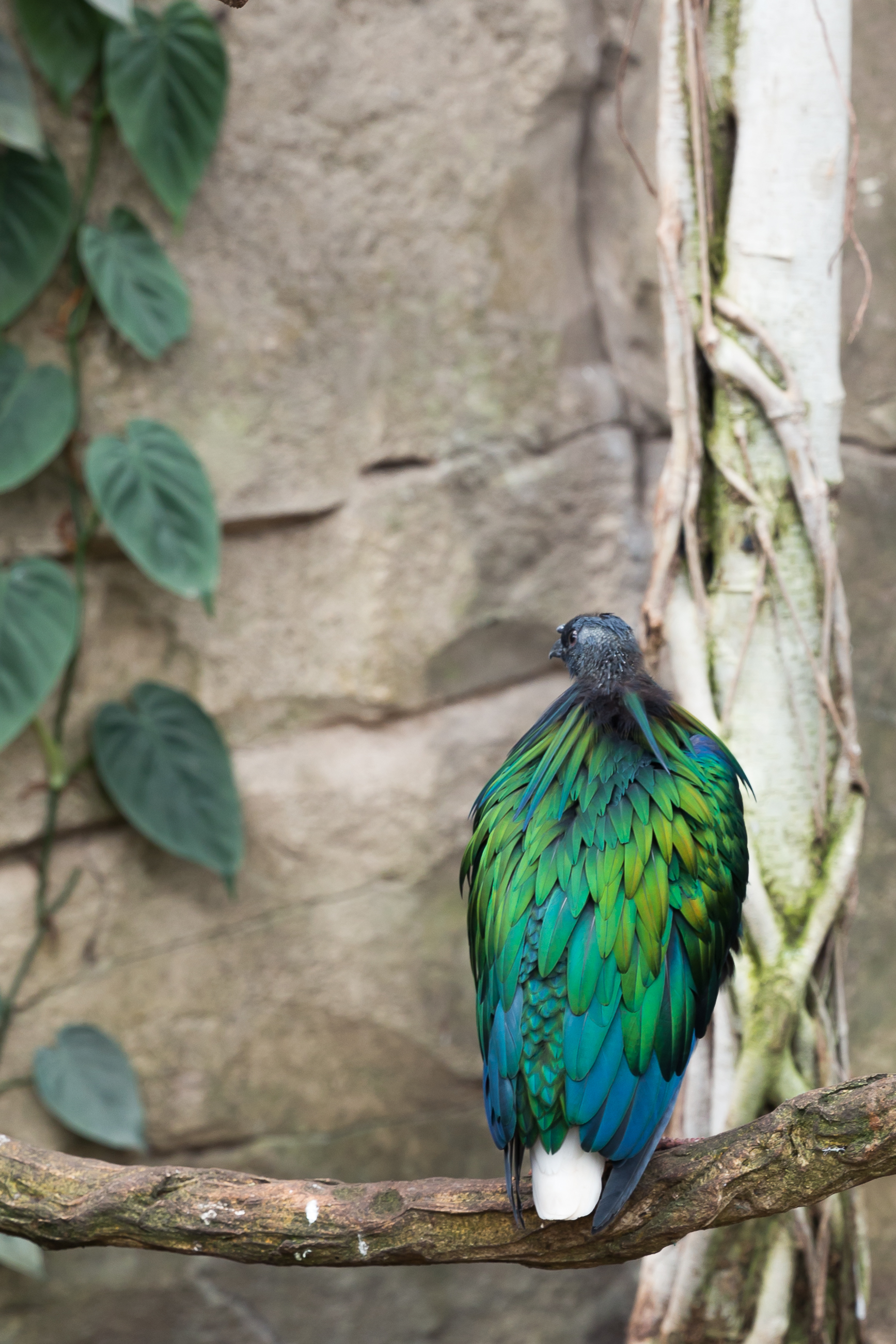
Caloenas nicobarica (Nicobar à camail)